# Saponaria subrosularis
Saponaria subrosularis är en nejlikväxtart som beskrevs av K. H. Rechinger. Saponaria subrosularis ingår i släktet såpnejlikor, och familjen nejlikväxter. Inga underarter finns listade i Catalogue of Life.